# ثيوكيتون

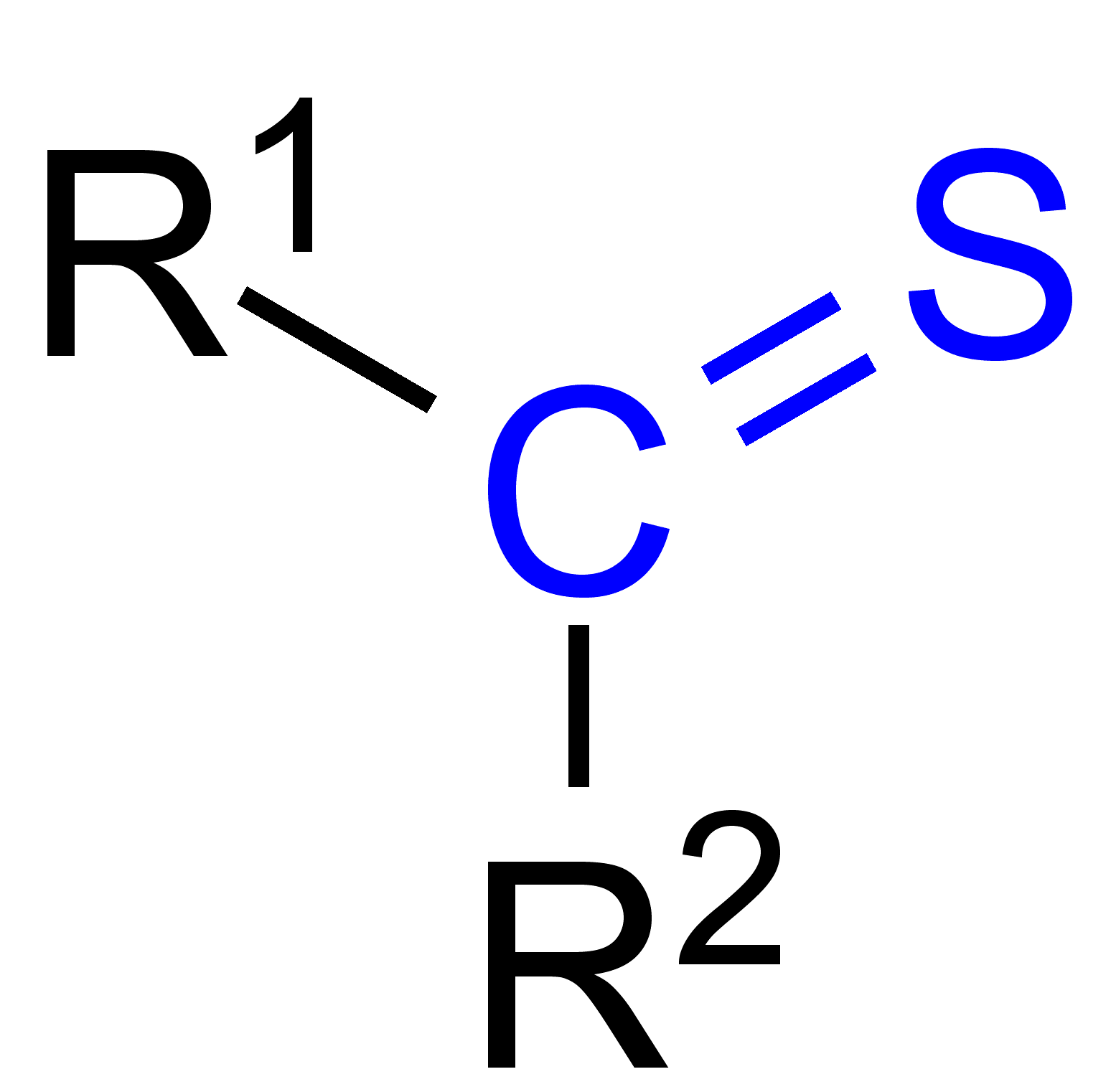
الصيغة العامة لمركب ثيوكيتون

ثيوكيتون في الكيمياء العضوية هي مجموعة وظيفية تشبه الكيتون إلا أن ذرة كبريت تحل فيها موضع ذرة الأكسجين؛ لتصبح الصيغة العامة R2C=S. تعرف هذه المجموعة أيضاً باسم ثيون.
تميل الثيوكيتونات لأن تتبلمر أو أن تشكل مركبات حلقية.